# Emmanuel Brignole
Emmanuel ou Emanuele Brignole, né le 27 août 1617 et mort le 8 janvier 1678 à Gênes, est un noble et philanthrope italien, fondateur de l'Hospice pour les pauvres de Gênes, membre de l'illustre famille patricienne Brignole.

## Biographie
Membre de l'importante famille ligure Brignole, Emmanuel né en 1617 dans la villa de la colline d'Albaro où les membres de la famille passaient leurs étés, aujourd'hui siège de l'Institut Marcelline de Gênes. Initié depuis l'enfance par sa famille à des études d'économie pour soutenir les actions de la famille, il dévoue finalement toute sa vie à des œuvres caritatives.
Les travaux qu'il finances, en tout ou en partie, sont variés et nombreux : construction du Séminaire archiépiscopal, de la Casa della Missione à Fassolo, entretien du Lazaret de Foce, construction de l'institut Notre Dame du refuge du Mont Calvaire (fondé par Virginia Centurione Bracelli), dont les religieuses sont depuis connues sous le nom de « Brignoline » et pour lequel il finance aussi la construction d'une aile du couvent.

### Construction de l'Hospice des Pauvres de Gênes (Albergo dei Poveri)
Son œuvre principale est la fondation et le financement de l'Hospice des pauvres de Gênes dont la construction débute en 1656 et auquel Brignole se consacre jusqu'à sa mort en 1678. Au XVIIe siècle, la ville de Gênes souffre d'un très important problème de pauvreté. Le projet de l'hospice, est confié à un groupe d'architectes comprenant Stefano Scaniglia, Girolamo Gandolfo et Giovanni Battista Ghiso. En 1666, Brignole charge le sculpteur Pierre Puget de réaliser la statue placée sur le maître-autel. Entre 1671 et 1673 il commande encore huit statues de stuc à Gian Battista Barberini (it).  
L'hospice est le premier du genre en Italie et l'un des premiers en Europe. Le but de Brignole est  de créer un lieu d'accueil où les pensionnaires collaboreraient au soutien de l'œuvre elle-même en travaillant à l'intérieur de la structure, dans une voie de « rédemption », y compris religieuse. Les personnes qui, dans les intentions de Brignole, doivent y être accueillies sont les « pauvres vieillards et vieilles femmes, enfants perdus, orphelins et abandonnés, adultères, mal mariés et pénitents, pauvres femmes enceintes, hommes bestiaux, pauvres mendiants ».  
Les travaux de l'hospice dureront près de deux cents ans en raison de la violence d'une épidémie de peste qui ravagera la ville. On estime qu'environ 10 000 cadavres sont ensevelis dans les fondations du bâtiment. 

### Critiques de l'Hospice et fin de vie

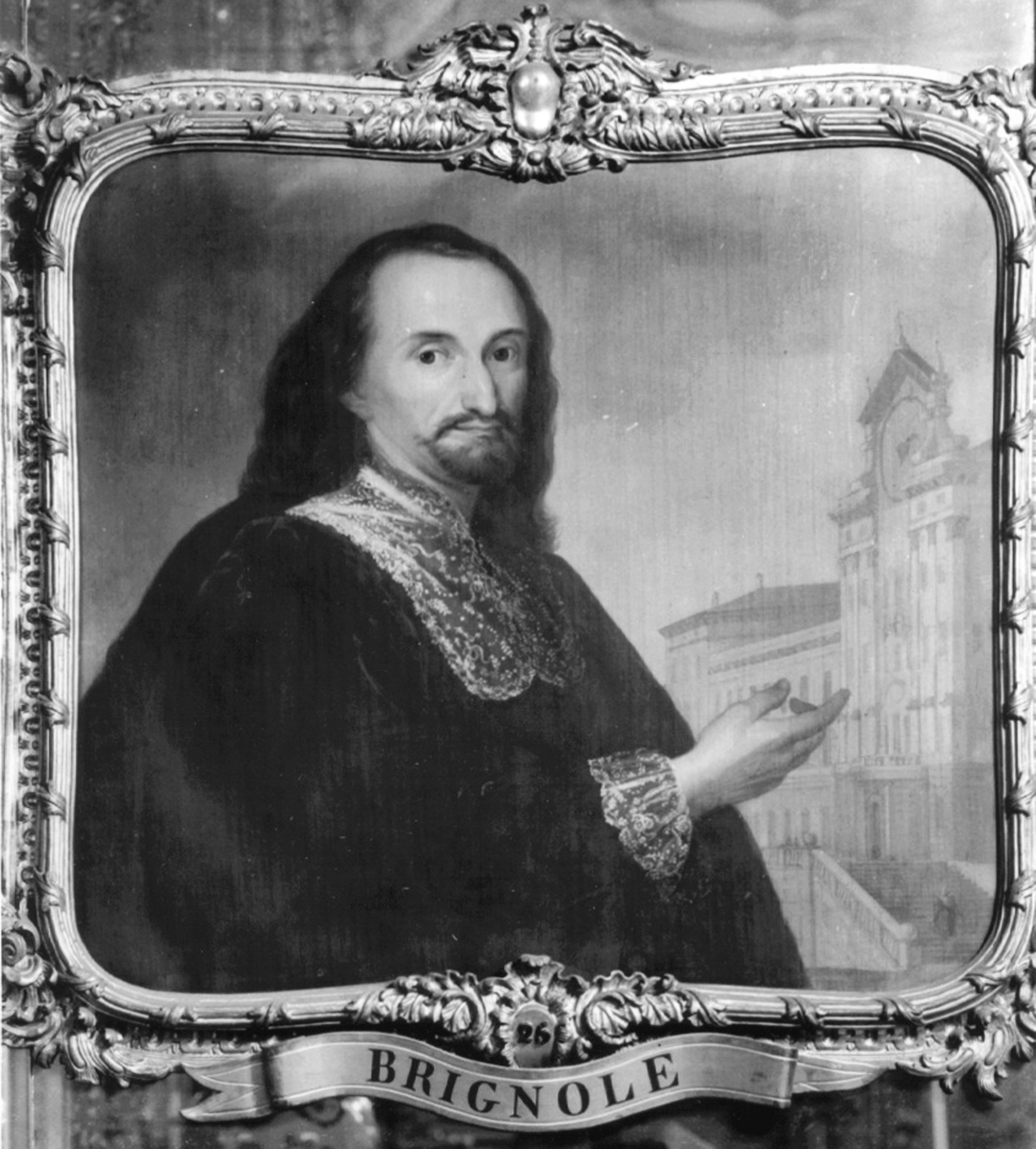
Copie de Camille Guiscardi

Le chantier de l'hospice suscite des mécontentements, particulièrement au niveau des dépenses liées à la construction, considérées comme excessives en raison du faste architectural voulu par Brignole. Ces péripéties ont des répercussions sur son état de santé. Brignole, déjà miné par un trouble gastro-intestinal, se rend à Plaisance pour y être soigné par Stanislao Omati. Cette décision déclenche une vive dispute académique entre Omati et Filippo Trombetti qui le soignait à Gênes. 
Dans sa vieillesse il se rapprocha de plus en plus de la vie des gens qu'il fréquente à l'hospice et auxquels il avait consacré une grande partie de sa vie et de ses ressources, quittant les immeubles familiaux pour s'installer dans un modeste appartement. 
Il meurt le 8 janvier 1678, se faisant enterrer sous une dalle sans nom à l'entrée de l'église de l'Hospice « afin que son cadavre repose toujours sous les pieds des Pauvres, qu'il aimait beaucoup dans la vie », écrit-il dans son testament le 8 juin 1677,.